# Praça da Figueira

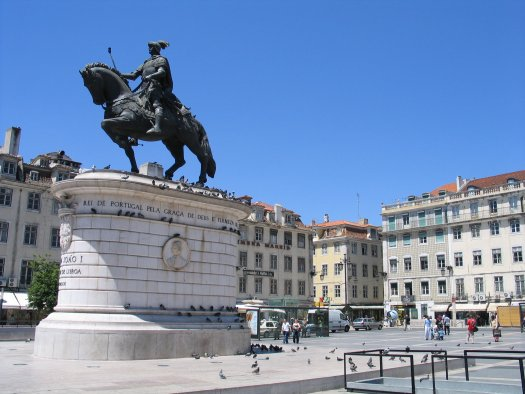
Statua equestre di Giovanni I del Portogallo

La Praça da Figueira è una piazza di Lisbona che sorge sul luogo occupato dall'Hospital Real de Todos os Santos prima del terremoto del 1755, come dimostrano le fondamenta ritrovate durante la costruzione dell'attuale parcheggio.
Nel disegno urbanistico del marchese di Pombal la piazza si trasformò nel principale mercato della città e nel 1885 vi venne costruito un mercato coperto, poi demolito negli anni cinquanta. La Praça da Figueira presenta un profilo molto uniforme, con edifici di quattro piani risalenti al periodo in cui venne ricostruita la Baixa Pombalina.